# Собор Христа Царя (Йоханнесбург)
Собор Христа Царя (англ. Cathedral of Christ The King) — кафедральный собор католической архиепархии Йоханнесбурга в ЮАР. Храм расположен в городе Йоханнесбурге на Энд стрит, 192. С 1999 года является памятником архитектуры. Собор Христа Царя является главой церковью Йоханнесбургской Римско-католической епархии и является информационным центром для Римско-католической общины Йоханнесбурга

## История
В начале XX века католическая община Йоханнесбурга начала увеличиваться и старая церковь, построенная в 1896 году, уже не могла вместить всех желающих. Идея строительства собора была выдвинута первым католическим епископом Йоханнесбурга Дэвидом О'Лири в 1937 году. Строительство собора было отложено из-за начала Второй Мировой войны. О'Лири умер в 1950 году и сбором средств для постройки собора занимался епископ В. П. Уилан. Сбор средств был закончен в 1957 году, а первый камень собора был заложен в 1958 году. Здание было спроектировано архитектором Брайаном Грегори из Белфаста, строительные работы велись под руководством Джона П. Монагана. Собор был освящён и открыт в 1960 году.